# Diplocarpon
Genre
Diplocarpon est un genre de champignons ascomycètes de la famille des Dermateaceae.

## Liste des espèces
Selon Catalogue of Life (27 juillet 2017) :
- Diplocarpon alpestri (Ces.) Rossman, 2014
- Diplocarpon earlianum (Ellis & Everh.) F.A. Wolf, 1924
- Diplocarpon fragariae (Lib.) Rossman, 2014
- Diplocarpon hymenaeae Bat. & I.H. Lima, 1957
- Diplocarpon impressum (Fr.) L. Holm & K. Holm, 1977
- Diplocarpon mali Y. Harada & Sawamura, 1974
- Diplocarpon mespili (Sorauer) B. Sutton, 1980
- Diplocarpon polygoni E. Müll., 1977
- Diplocarpon rosae F.A. Wolf, 1912
- Diplocarpon saponariae (Ces.) Nannf., 1936